# Ophrys sorrentini
Ophrys sorrentini är en orkidéart som beskrevs av Michele Lojacono-Pojero. Ophrys sorrentini ingår i ofryssläktet, och familjen orkidéer. Inga underarter finns listade i Catalogue of Life.